# 1950 في سويسرا
فيما يلي قوائم الأحداث التي وقعت خلال عام 1950 في سويسرا.

## رياضة
- 4 يونيو – جائزة سويسرا الكبرى 1950

## مواليد

### مارس
- 15 مارس – كورت كوش

### أبريل
- 20 أبريل – آلان دي شامبرير

### مايو
- 29 مايو – برونو بريغيت

### أغسطس
- 22 أغسطس – ريتشارد ترينكلير درّاج طريق سويسري.

### نوفمبر
- 15 نوفمبر – إيلينا أميرة رومانيا

### ديسمبر
- 1 ديسمبر – أولي ماورر سياسي سويسري.
- 21 ديسمبر – توماس هورليمان كاتب سويسري.

## وفيات

### يناير
- 2 يناير – أميل جانينجز (مواليد 1884) ممثل ألماني.

### أغسطس
- 5 أغسطس – إميل أبدرهالدن (مواليد 1877)